# 굿바이 썸머
"굿바이 썸머"는 2019년에 개봉한 대한민국의 영화이다.

## 캐스팅
- 정제원 : 현재 역
- 김보라 : 수민 역
- 이도하 : 병재 역
- 이건우 : 지훈 역
- 신영규 : 병원 친구 기덕 역
- 김예은 : 학교 친구 주희 역
- 최지안 : 학원 친구 나은 역
- 박태준 : 노숙인 역

## 같이 보기
- 2019년 대한민국의 영화 목록